# Phlog
Pour les articles homonymes, voir Phlog.
Un phlog est similaire à un blog mais au lieu d'être accessible sur Internet via le protocole HTTP, il l'est par le protocole Gopher. Le navigateur Gopher le plus répandu aujourd'hui est Firefox avec le module « Overbite »  (il suffit d'y entrer « gopher:// » au lieu de « http:// »). Un phlog fonctionne avec un serveur Gopher (sur le port 70 au lieu du port 80 d'un serveur Web pour un blog). En règle générale, c'est une collection de fichiers au format texte, classés par ordre chronologique inverse, et éventuellement par catégories. L'apparence d'un phlog depuis un navigateur est similaire à celui d'une page de liste de fichiers d'un site sous protocole FTP, mais en plus prolixe : au lieu du nom d'un fichier, on y trouve sa description en une ligne. Ces listes de fichiers peuvent être agrémentées de commentaires, voire de dessins en art ascii.
Un phlog peut coexister simultanément avec un blog sur le même ordinateur serveur, l'un sur le port 70, l'autre sur le port 80 ; d'autant qu'il existe des serveurs Gopher pouvant faire simultanément serveur Web ou même serveur WAP. Les billets d'un phlog peuvent être rédigés manuellement à l'aide d'un banal éditeur de texte, au fur et à mesure, ou bien être convertis avec un utilitaire depuis les entrées d'un blog, du format HTML au format texte pur.
Le mot Phlog, dans la version anglaise de Wikipedia, existe depuis mars 2007.